# Сухарев, Михаил Григорьевич
Михаи́л Григо́рьевич Су́харев (род. 1937) — доктор технических наук, профессор, профессор кафедры Прикладной математики и компьютерного моделирования Российского государственного университета нефти и газа имени И. М. Губкина, специалист в области моделирования задач газовой промышленности.

## Биография
Михаил Григорьевич родился 6 мая 1937 года в городе Грозный в семье Сухарева Григория Михайловича, брат Алексея Сухарева.
В 1959 году окончил механико-математический факультет МГУ им. М. В. Ломоносова по специальности «механика». В феврале 1966 года защитил кандидатскую диссертацию на тему «Методы решения задач оптимального диспетчерского управления магистральными газопроводами с помощью вычислительных машин» (Москва, ВНИИ природных газов). В 1972 году защитил докторскую диссертацию на тему «Исследование и оптимизация систем транспорта газа».
Профессиональная деятельность:
- руководитель сектора ВНИИгаза (1962—1970);
- в Российском государственном университете нефти и газа им. И. М. Губкина;
  - старший преподаватель;
  - доцент (1970—1971);
  - профессор кафедры Высшей математики (1971—1982),
  - профессор кафедры Прикладной математики (с 1982).

В настоящее время работает профессором Прикладной математики и компьютерного моделирования Российского государственного университета нефти и газа имени И. М. Губкина (с 1988 г.), а также главным научным сотрудником в ОАО «Газпром промгаз».
Женат, имеет троих взрослых сыновей.

## Научная деятельность
Научное направление — математическое моделирование, системный анализ, технические приложения математических моделей и методов (в том числе математической статистики и теории случайных процессов).
Область приложений:
- математическое моделирование и компьютерное моделирование трубопроводных систем газа и нефти (оптимизация эксплуатационных режимов, проектных решений и планов перспективного развития),
- надёжность и безопасность систем трубопроводного транспорта газа,
- исследование технологических процессов в трубопроводных системах,
- подготовка и принятие решений в крупномасштабных трудноформализуемых проблемах нефтегазового комплекса.

Михаил Григорьевич стал основоположником в области математического моделирования и компьютерного моделирования систем магистрального транспорта и распределения природного газа, его работы существенно опередили зарубежные исследования этого направления.
Михаил Григорьевич является одним из главных создателей научной школы по региональным системам газоснабжения и надёжности транспорта газа.
Михаил Григорьевич прилагает большие усилия по реализации в промышленности результатов научных исследований, являясь одним из основных авторов отраслевых нормативных документов газопроводов и их систем, непосредственно участвует в подготовке проектной документации основных газопроводов, построенных в 70-х — 90-х годах.
На кафедре Прикладной математики и компьютерного моделирования в Российском государственном университете нефти и газа им. И. М. Губкина в настоящее время читает лекции по курсам «Теория надёжности» и «Методы прогнозирования».
Под руководством Михаила Григорьевича защищено 2 докторских и 10 кандидатских диссертаций.

### Летописи Отечества
- Григорий Михайлович Сухарев — инженер-нефтяник, учёный, педагог / А. Г. Сухарев, М. Г. Сухарев. — Ростов-на-Дону : Альтаир, 2020. — 299 с. : ил., портр., цв. ил., портр.; 21 см; ISBN 978-5-91951-603-3 : 1100 экз.

## Награды и признание
За научную деятельность Михаил Григорьевич награждён:
- премией им. И. М. Губкина (1977),
- дипломом Всесоюзного совета научно-технических обществ за лучшие разработки в области науки и техники (1979),
- медалью «Ветеран труда» (1985),
- медалью «В память 850-летия Москвы» (1997),
- званием Заслуженный деятель науки Российской Федерации (1998)[2],
- званием Почётный работник газовой промышленности,
- званием Почётный работник высшего образования.